# Sân vận động Malvinas Argentinas
Malvinas Argentinas là sân vận động lớn nhất ở Mendoza, khu vực đô thị điều tra dân số lớn thứ tư ở Argentina. Sân được sở hữu và quản lý bởi Chính quyền tỉnh, và có sức chứa chỗ ngồi hơn 40.000 khán giả.